# Mostafa Hicham Al-Gamal
Mostafa Hicham Al-Gamal (ur. 1 października 1988) – egipski lekkoatleta specjalizujący się w rzucie młotem. Trzykrotny olimpijczyk (2012, 2020, 2024).

## Osiągnięcia
- srebrny medal mistrzostw Afryki (Addis Abeba 2008)
- brązowy medal mistrzostw Afryki (Nairobi 2010)
- złoty medal igrzysk afrykańskich (Maputo 2011)
- srebro igrzysk panarabskich (Doha 2011)
- złoty medal igrzysk śródziemnomorskich (Mersin 2013)
- złoty medal igrzysk solidarności islamskiej (Palembang 2013)
- złoty medal mistrzostw Afryki (Marrakesz 2014)
- 2. miejsce podczas pucharu interkontynentalnego (Marrakesz 2014)
- złoto mistrzostw panarabskich (Manama 2015)
- 7. miejsce podczas mistrzostw świata (Pekin 2015)
- złoty medal igrzysk afrykańskich (Brazzaville 2015)
- złoty medal mistrzostw Afryki (Asaba 2018)
- 2. miejsce podczas pucharu interkontynentalnego (Ostrawa 2018)
- złoty medal igrzysk afrykańskich (Rabat 2019)
- złoty medal igrzysk afrykańskich (Akra 2024)
- złoty medal mistrzostw Afryki (Duala 2024)
- medalista mistrzostw kraju

## Rekordy życiowe
- rzut młotem – 81,27 (2014) rekord Afryki